# Maryam Salama
Pour les articles homonymes, voir Salama.
Maryam Ahmed Salama, née en 1965 à Tripoli, est une femme de lettres libyenne. Ses œuvres s'appuient sur la condition de la femme contemporaine dans la société libyenne.

## Biographie
Maryam Ahmed Salama est née à Tripoli en 1965.
Elle mène des études supérieures, sur la littérature et la culture, à l'université El Fateh (renommée depuis en « université de Tripoli »), qu'elle termine en 1987. Maryam Salama travaille ensuite comme traductrice, plus particulièrement sur les études historiques. Se consacrant aussi à l'écriture, ses œuvres de prose et de poésie sont publiées dans des journaux et magazines libyens ou autres, à la suite de l'assouplissement des lois sur la censure en Libye dans les années 1990. Comme traductrice, elle a travaillé notamment sur le projet de restauration et de gestion de la médina de Tripoli. En 2012, elle participe au Festival International de Poésie de Tripoli, organisé par deux autres poètes libyens, Assur Etwebi et Khaled Mattawa, le premier événement de ce type en Libye depuis la chute de Mouammar Kadhafi. Elle est considérée comme la chef de file d'une nouvelle génération de femmes de lettres libyennes. La condition des femmes dans la société libyenne contemporaine est un des thèmes récurrents de son œuvre.

## Principales publications
- Ahlam tifla sajina / أحلام طفلة سجينة (rêves d'un enfant emprisonné), poésie, 1992
- La shay'siwa al bulm / لا شيئ سوى الحلم (Rien que le rêve), poésie, 1992.
- Min Bab ila Bab / من باب إلى باب  (De porte en porte), nouvelles[6].